# Victor Loret
Victor Clément Georges Philippe Loret (n. 1 septembrie 1859, Paris, Franța – d. 3 februarie 1946, Lyon, Rhône⁠(d), Franța) a fost un egiptolog francez.

## Biografie
Tatăl său, Clément Loret, a fost un organist profesionist și compozitor de origine belgiană, stabilit la Paris din 1855. În 1895, Victor Loret s-a căsătorit cu Marie Louise Alexandrine Guilmant, fiica organistului Alexandre Guilmant.
Victor Loret a studiat cu Gaston Maspero la École Pratique des Hautes Études.
Victor Loret a fost numit, în 1897, director general al Antichităților Egiptene⁠(d).

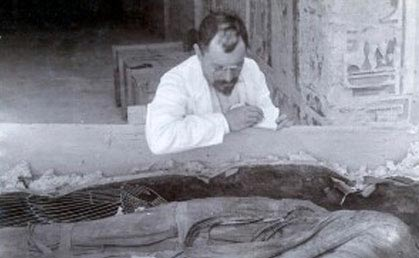
Victor Loret în Egipt

Victor Loret a realizat numeroase săpături arheologice și a descoperit, din întâmplare, într-o crăpătură a muntelui teban, nu departe de situl Deir el-Bahri, mormântul lui Tutmes al III-lea.
În martie 1898, Victor Loret a descoperit în Valea Regilor intrarea în hipogeul KV35 al lui Amenhotep al II-lea, printre alte campanii de săpături. Mumia lui Amenhotep II se afla încă în sarcofagul său regal, dar mormântul conținea, de asemenea, o ascunzătoare cu mai mulți dintre cei mai importanți faraoni ai Noului Imperiu, inclusiv Tutmes al IV-lea, Amenhotep al III-lea și Ramses al VI-lea. Marele preot al lui Amon din dinastia XXI, Pinedjem I, plasase mumiile regale în ascunzătoarea KV35 pentru a le proteja de jefuitorii de morminte.
În același an, 1898, Victor Loret și-a publicat primul său volum, „L'Égypte aux temps des pharaons”.
Loret a descoperit, de asemenea, mormintele KV32, KV33, KV36, KV38, KV40, KV41 și KV42. Pretenția sa de a fi descoperit mormântul KV34 este contestată de unii egiptologi, care consideră că această descoperire ar trebui să fie atribuită mai degrabă unuia dintre supraveghetorii săi locali.
Loret a predat egiptologia la Lyon, unde l-a avut ca elev pe Alexandre Varille, unul dintre principalii membri ai „Grupului de la Luxor”, cunoscut pentru pozițiile sale simboliste față de Egiptul antic.
Prieten al lui Saint-Saëns, Loret s-a interesat și de muzică și de instrumentele din epoca faraonică. Ca etnomuzicolog, el a transcris melodii și dansuri tradiționale din sudul Văii Regilor.
Victor Loret a murit la Lyon, pe 3 februarie 1946, la vârsta de 86 de ani. El a donat o parte din arhivele sale Universității din Lyon, dar majoritatea au fost lăsate elevului său preferat, Alexandre Varille, arhive recent achiziționate de Universitatea din Milano.

## Premii
Cavaler al Legiunii de Onoare (1926)